# قانون (مصطلح)
القانون مصطلح عربي يشير إلى القوانين الذي وضعها الحكام المسلمون، وخاصة مجموعة القواعد الإدارية والاقتصادية والجنائية التي أصدرها السلاطين العثمانيون. يُستخدم للتباين مع الشريعة الإسلامية، وهي مجموعة القواعد التي وضعها علماء القانون المسلمون. لذلك يُترجم في كثير من الأحيان على أنها "القانون السلالي".

## التاريخ
دخلت فكرة القانون إلى العالم الإسلامي في القرن الثالث عشر، مُقتبسة من الإمبراطورية المغولية بعد غزواتها. وقد لُقب السلطان سليمان (السلطان العاشر للدولة العثمانية) بالقانوني، بسبب القوانين التي أصدرها.
بعد سقوط الخلافة العباسية عام 1258، تحولت الممارسة المعروفة لدى الأتراك والمغول إلى قانون، والذي أعطى السلطة للخلفاء والحكام والسلاطين على حد سواء "لوضع لوائحهم الخاصة للأنشطة التي لم يتناولها الفقهاء في الشريعة ". وقد أصبح هذا الأمر ذا أهمية متزايدة مع تطور الشرق الأوسط، ومعالجة مشاكل الدولة الحديثة، حيث لم يلجؤوا إلى الشريعة الإسلامية والفقه كالدول الإسلامية السابقة. وفي الأصل بدأ المسلمون القانون في وقت مبكر في عهد الخلافة الراشدة. وكانت العديد من الأنظمة التي يغطيها القانون تعتمد على مسائل مالية أو أنظمة ضريبية تم تعديلها من خلال قانون وأنظمة الأراضي التي فتحها الإسلام.
اكتسب القانون أهمية كبيرة خلال فترة التحديث في الدولة العثمانية. ولم يكن هناك تناقض بين القانون والشريعة الإسلامية فيما يتعلق بالمسائل الإدارية، وبالتالي تم دمج القانون بسهولة في الوظائف التنظيمية العثمانية. كان القانون الذي أصدره السلاطين العثمانيون يستخدم في القانون المالي والجزائي. وفي عهد السلطان محمد الثاني (1451-1481)، استمر تطبيق القانون بشكل صارم على هذه الممارسات. ومع ذلك، في ظل نفوذ أبي السعود، المفتي الأكبر لإسطنبول من عام 1545 إلى عام 1574، وُسع نطاق القانون للتعامل مع المسائل المتعلقة بحقوق الملكية. في السابق كانت حقوق الملكية تخضع حصريًّا لسلطة الشريعة الإسلامية. وعلى الرغم من هذا التناقض الظاهري، فقد سمح البيروقراطيون المهرة للشريعة الإسلامية بالتعايش بانسجام وتناغم. وقد احتفظ القانون بأهميته في الشرق الأوسط فيما يتعلق بالقوانين المدنية والتجارية والإدارية والجزائية. فهو يؤثر على الطرق التي يتم بها إعادة إنتاج الشريعة.

## علم أصول الكلمات
مصطلح ḳānūn الإنجليزي مُشتق من الكلمة اليونانية κανών، الذي أتى من اللغات السامية. يُعتقد أن المصطلح كان له في الأصل معنى أقل تجريد وهو "أي قضيب مستقيم"، ثم أشار لاحقًا إلى أي "قياس أو قاعدة" في اليونانية. وقد وصل لها على الأغلب من الكلمة الأكادية Qanûm 𒂵𒉡𒌑𒌝. ثم دخلَت الكلمة إلى اللغة العربية وتُبنيَت بعد فتح الإمبراطورية العثمانية لمصر في عهد السلطان سليم الأول (حوالي عام 1516)؛ ولا يُعرف إذا كان المصطلح موجود سابقًا بالعربية باعتبارها لغة سامية. في الإمبراطورية العثمانية، كان المصطلح لا يزال يحمل المعاني الأصلية للكلمة، وهي نظام تنظيم الضرائب. ومع ذلك، فقد أصبح في وقت لاحق يشير أيضًا إلى "مجموعة القواعد" أو "قانون الدولة"، وهو تمييز علماني واضح المعالم عن الشريعة الإسلامية.

## ملحوظات
1. ↑  وهي أصل كلمة كانون (canon) الإنجليزية[1][2][3][4]